# Ammothella prolixa
Ammothella prolixa är en havsspindelart som beskrevs av Child, C.A. 1990. Ammothella prolixa ingår i släktet Ammothella och familjen Ammotheidae. Inga underarter finns listade i Catalogue of Life.